# 佐藤家の朝食、鈴木家の夕食
『佐藤家の朝食、鈴木家の夕食』（さとうけのちょうしょく、すずきけのゆうしょく）は、BSジャパンで2013年1月28日に放送されたスペシャルドラマ。主演・山﨑賢人。2人の母と共に暮らす主人公が、向かいに父2人と共に暮らす少女が引っ越してきたことで、いびつな家庭環境に疑問を持ち、反発しながらも悩みを共有しそれぞれの居場所をみつけだしていく様を描く。

## キャスト
佐藤拓海
演 - 山﨑賢人
本作の主人公。高校2年生。2人の母、晴子、彩との3人暮らし。
佐藤晴子
演 - ちはる
拓海の実母。
平田彩
演 - つみきみほ
晴子のパートナー。
佐藤圭一
演 - 三浦誠己
晴子の弟（精子提供者）。
鈴木そら
演 - 小林涼子
高校には行っていない。（拓海の1つ下）2人の父、裕之、省吾との3人暮らし。
鈴木裕之
演 - 池田政典
カメラマン。
鈴木省吾
演 - 藤井宏之
裕之のパートナー。
- 山田裕貴、水橋研二、内田もも香、久松かおり、牧田哲也　ほか

## スタッフ
- 監督 : 月川翔
- 脚本 : 村上桃子
- 音楽 : mio-sotido
- 音楽協力 : スターダスト音楽出版
- 撮影 : 藤井昌之
- プロデューサー : 白水聡一郎、筒井龍平、梶原富治
- 制作プロダクション : ROBOT
- 製作・著作 : トリクスタ